# فرهاد وارسته
فرهاد وارسته (۱۳۱۶، تهران - ۱۳۹۳، تورنتو) بنیانگذار هنر رزمی کاراته و سبک کان ذن ریو در ایران است؛ از وی به عنوان پدر کاراته ایران نام برده می‌شود. نسیم وارسته دختر وی هم‌اکنون مربی تیم ملی کاراته کانادا می‌باشد.

## زندگی
وی در اواخر سال ۱۳۶۰ از تهران به فرانسه و از آن جا به کانادا مهاجرت نمود. او بنیان‌گذار سبک کان‌ذن‌ریو کاراته دو در ایران و جهان است. وارسته و شاگردانش در آکادمی کاراته ایران واقع در خیابان تخت طاووس که مهمترین مرکز آموزش کاراته در تاریخ این ورزش در ایران بود.
فرهاد وارسته، شناساننده کاراته به ایران بود (سال ۱۹۶۶) و پدر کاراته ایران محسوب می‌شود. وی تنها دارنده دان ۱۰ کاراته ایرانی و تنها فرد غیر آسیایی شرقی است که به‌طور رسمی از سوی کاراته کنترلی ژاپن مجاز به ایجاد یک سبک کاراته کنترلی شناخته شده‌است.
وارسته با داشتن درجه دان ۱۰ کاراته در عین حال دارنده لقبِ شینان (Shinan) - به معنی استاد اعظم و معلم برتر - است. وی طی ۱۵ سال با شرکت در مسابقات داخلی و بین‌المللی کاراته در تمام مبارزات خود پیروز بوده و همیشه مقام اول مسابقات را به خود اختصاص داده و ماحصل آن ۵۰ مدال طلا بوده‌است.
وارسته دارای دکترای علوم سیاسی (Ph.d) از دانشگاه میشیگان آمریکا(۱۹۶۶) و مدرک تخصصی علوم در فیزیک شیمی و زیست‌شناسی (۱۹۵۹) از دانشگاه ژنو سوئیس بود.
پس از برکناری وی از سمت‌های سابق، وارسته پس از ممنوع‌الخروجی از ایران و همچنین ممنوع‌الخروجی از تهران، در نهایت با همسر و چهار فرزند خود به پاریس مهاجرت نموده و به تدریس کاراته در پاریس به همراه فرزندش مشغول گردید. وی با پسرش به تدریس پرداخت و با چند شاگرد فرانسوی و ایتالیایی، به مسابقات قهرمانی کاراته رُم دعوت شد. تیم او برنده مدال طلای کومیته (Kumite - مبارزه) تیمی شده و پسرش (پیروز وارسته) برنده مدال طلای کاتای انفرادی می‌گردد.
در سال ۱۹۸۶ وی به کانادا مهاجرت نموده و برای بار سوم از ابتدا آغاز نمود و خود وی در مورد این زمان می‌گوید که سه بار در هفته در زمین اسکواش، کاراته تعلیم می‌دادم و هرگاه در مورد گذشته صحبت می‌کردم، اغلب اشک در چشمانم بود ولی این‌ها اشک ضعف نبودند بلکه اشک احساسات بود. در سال ۲۰۰۲ دوجو (باشگاه) ایشان در کانادا برای هشتمین سال متوالی به عنوان برترین دوجوی آمریکای شمالی انتخاب گردید. دختر وارسته نیز به نام نسیم وارسته، از قهرمانان کاراته کانادا (ملی و بین‌المللی) محسوب می‌شود.
وی در روز یکشنبه ۱۱ اسفند ۱۳۹۳ (اول مارس ۲۰۱۵) پس از یک دوره بیماری طولانی، در تورنتو درگذشت و در همانجا نیز بخاک سپرده شد . روحش شاد .

## سمت‌ها
از جمله برخی سمت‌های وی می‌توان به موارد زیر اشاره کرد:
1. مؤسس کاراته ایران (۶۸–۱۹۶۶)[نیازمند منبع]
2. سر مربی کاراته نیروهای ویژه و نیروهای مسلح ایران (۷۸–۱۹۶۷) [نیازمند منبع]
3. نایب رئیس اتحادیه جهانی سازمان‌های کاراته‌دو (World Union of Karate-Do Organizations - W.U.K.O)در کنگره جهانی مسابقات قهرمانی جهان ۱۹۷۲ پاریس [نیازمند منبع]
4. اولین رئیس فدراسیون کاراته ایران (۱۹۷۲) [نیازمند منبع]
5. رئیس برگزاری مسابقات قهرمانی کاراته اروپا در ایران-تهران در سال ۱۹۷۶ با شرکت ۱۳ کشور اروپایی (این تنها موردی است که یک کشور غیر اروپایی برگزارکننده مسابقات بین کشورهای اروپایی بوده و نه تنها سمت میزبانی این کشورها را برعهده دارد بلکه ایران به‌طور ویژه و استثنائاً در این مسابقات به عنوان یک شرکت‌کننده در میان تیم‌های کشورهای اروپایی نیز محسوب گردید و توانست در یک‌وزن مقام اول و در دو وزن دیگر مقام دوم را کسب نماید. [نیازمند منبع]